# Lista de estações do Metrô de Caracas

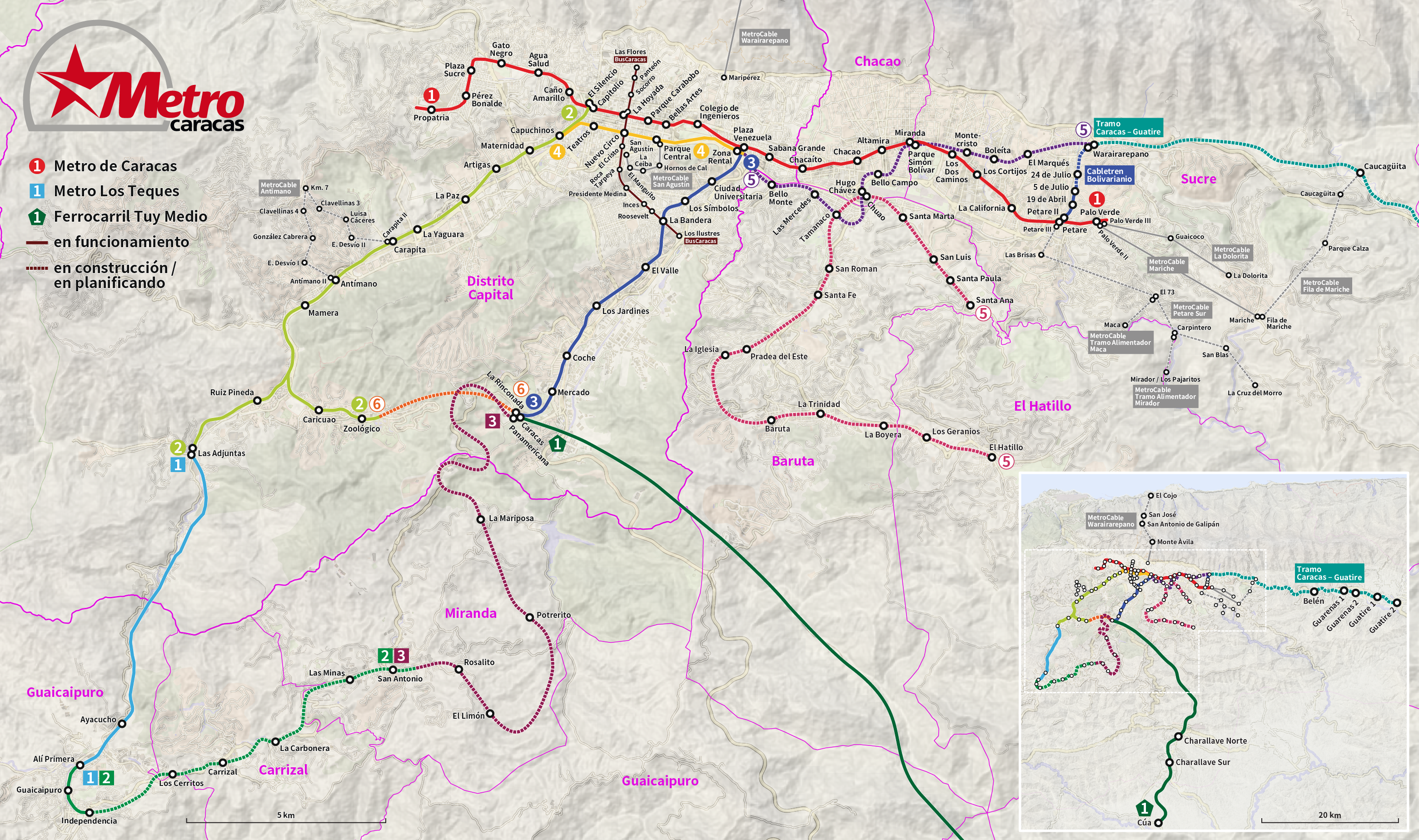
Mapa do metropolitano de Caracas, com linhas atuais e em construção.

O Metrô de Caracas (referido como El Metro por habitantes locais) é um sistema de metropolitanos operados em Caracas, capital da Venezuela. O sistema é composto por 47 estações.

## Linha 1 (Vermelha)
Do oeste para o leste:
- Propatria
- Pérez Bonalde
- Plaza Sucre
- Gato Negro
- Agua Salud
- Caño Amarillo
- Capitolio
- La Hoyada
- Parque Carabobo
- Bellas Artes
- Colegio de Ingenieros
- Plaza Venezuela
- Sabana Grande
- Chacaíto
- Chacao
- Altamira
- Miranda (anteriormente: Parque del Este)
- Los Dos Caminos
- Los Cortijos
- La California
- Petare
- Palo Verde

## Linha 2 (Verde)
Do nordeste para o sudoeste:
- El Silencio
- Capuchinos
- Artigas
- La Paz
- La Yaguara
- Antímano
- Mamera
- Caricuao
- Zoológico

## Linha 3 (Azul)
Do nordeste para o sudoeste:
- Plaza Venezuela
- Ciudad Universitaria
- Los Símbolos
- La Bandera
- El Valle
- Los Jardines
- Coche
- Mercado
- La Rinconada

Próxima fase (projeto). Começa como uma ramificação oeste da estação de El Valle para o norte na estação de San José
- El Valle
- Prado de María
- El Peaje
- San Agustín
- Fuerzas Armadas
- Urdaneta
- San José

## Linha 4 (Amarela)
Do nordeste para o sudoeste:
- Zona Rental
- Parque Central
- Nuevo Circo
- Teatros
- Capuchinos
- Maternidad
- Artigas
- La Paz
- La Yaguara
- Carapita
- Antímano
- Mamera
- Ruiz Pineda
- Las Adjuntas

## Linha 5 (Roxa)
Do oeste para o leste:
- Bello Monte
- Las Mercedes
- Tamanaco
- Chuao
- Bello Campo
- Miranda/Hugo Chávez (anteriormente: Parque del Este II)

As estações a seguir prosseguem em construção:
- Miranda/Hugo Chávez (anteriormente: Parque del Este II)
- Montecristo
- Boleíta
- El Marqués
- Warairarepano

## Linha 6 (Laranja)
A maioria das linhas prosseguem em estágio de planejamento. A linha 6 conectará às linhas 2 e 3.

## Metrô de Los Teques Metro (Ciano)
- Las Adjuntas
- Alí Primera (anteriormente: El Tambor)

As estações a seguir seguem em construção:
- Guiacaipuro
- Miranda
- Los Cerritos
- Carrizal
- Las Minas
- San Antonio

## Guarenas/Guatire
Esta é uma linha de Veículo leve sobre trilhos. As estações a seguir estão em construção como parte do projeto conhecido como Metropolitano de Guarenas-Guatire:
- Warairarepano
- Caucaugüita
- Belén
- Guarenas I
- Guarenas II
- Guatire I
- Guatire II